# Polyotus
Polyotus là một chi rêu trong họ Lepidolaenaceae.